# Maurice Pialat
Maurice Pialat (Cunlhat, Puy-de-Dôme, Auvergne, 25 de agosto de 1925 – Paris, 11 de janeiro de 2003) foi um cineasta, guionista e actor francês.
Pintor por vocação, estudou Artes Decorativas e Belas Artes. Em 1955 entrou no mundo do teatro mas ia dedicar-se depois ao cinema. Em 1969 dirige o seu primeiro filme intitulado L'enfance nue interpretada por actores não profissionais.
Dirigiu em 1991 o filme Van Gogh, rendendo homenagem ao pintor homónimo neerlandês.

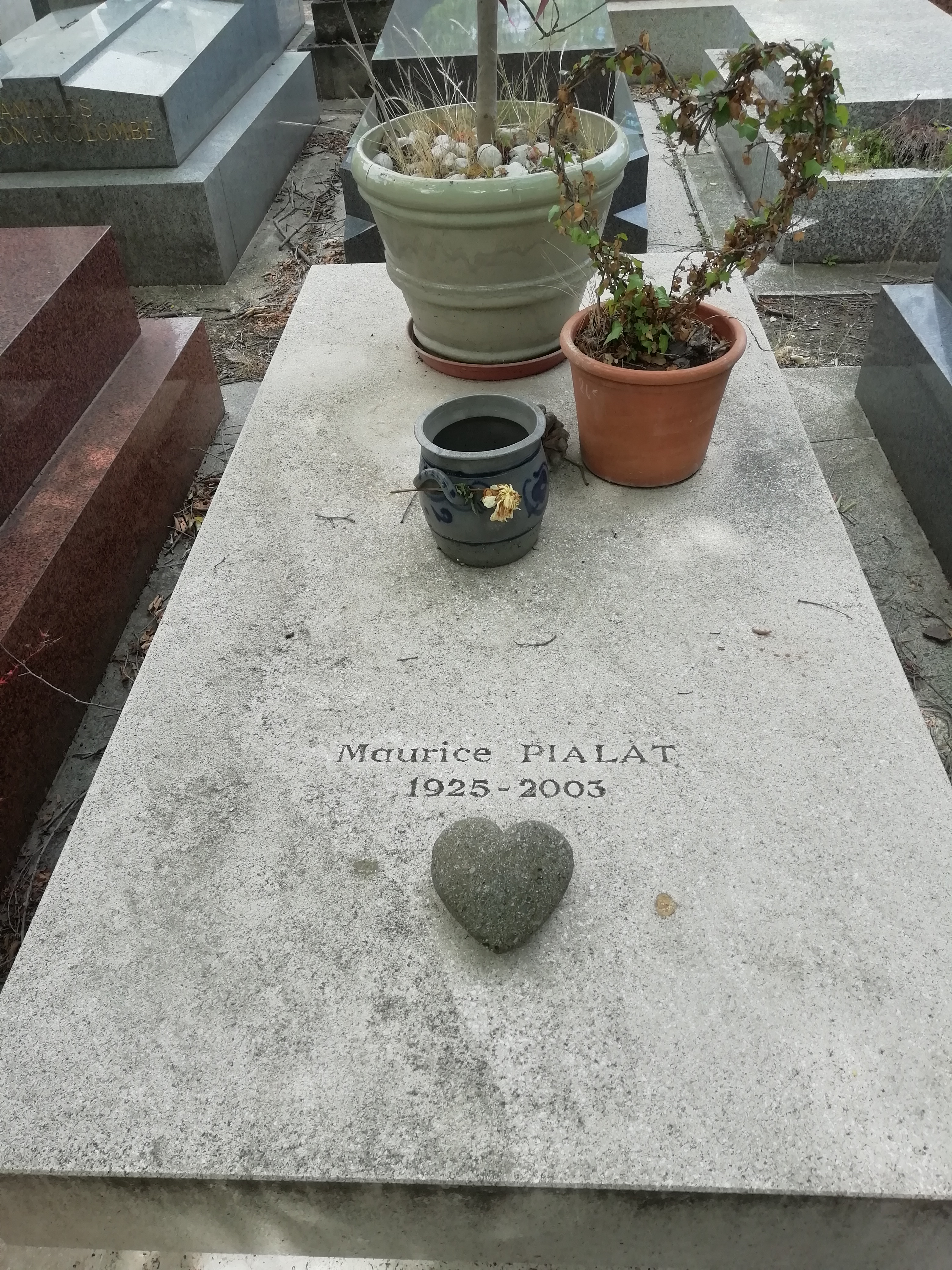
Túmulo de Pialat no Cemitério do Montparnasse

## Prêmios
- Palma de Ouro no Festival de Cannes por Sob o Sol de Satã (1987)

## Filmografia
- 1995 : Le garçu
- 1991 : Van Gogh (br/pt: "Van Gogh")
- 1987 : Sous le soleil de Satan  (br: "Sob o Sol de Satã" / pt: "Ao Sol de Satanás")
- 1985 : Police (pt: "Police")
- 1983 : À nos amours (pt: "Aos nossos amores")
- 1980 : Loulou (pt: "Loulou")
- 1979 : Passe ton bac d'abord
- 1974 : La gueule ouverte (pt: "A vida íntima de um casal")
- 1972 : Nous ne vieillirons pas ensemble (br: "Não envelheceremos juntos" / pt: "Quando o amor acaba")
- 1967 : L'enfance nue